# Hapalopsittaca fuertesi
El loro coroniazul, cotorra coroniazul o loro de Fuertes (Hapalopsittaca fuertesi) es una especie de loro sudamericano en grave peligro de extinción. Sus últimas poblaciones se localizan en un área reducida de la Cordillera Central de los Andes colombianos.

## Descripción
Corona azul en la parte superior; la mayoría del plumaje, la frente y el rostro de color verde oliva, hombros rojos, la parte inferior de las alas color azul a verdoso, las plumas de vuelo azul índigo a negruzco, cola con tonos rojizos y punta de azul. Mide en promedio 23 cm de longitud total.

## Hábitat
Generalmente se encuentra en el bosque nuboso u otros bosques maduros de páramo, entre los 2.610 y 3.810 m de altitud, preferentemente entre los 3.300 y 3500 m.

## Comportamiento
Diurno. Vive en grupos de 7 a 20 individuos. Prefiere alimentarse de as  semillas del muérdago o "pajarito". También come las semillas del cardo y los frutos de cerezo de monte, del matapalos y del pino romerón.

## Reproducción
Anida en huecos de los troncos de los árboles. La hembra pone tres huevos que incuba durante 25 a 27 días. El macho junto con la hembra ayuda a cuidar y alimentar los polluelos, que se independizan a los 53 días de nacidos.